# Eric Lamaze
Eric Lamaze (n. 17 aprilie 1968, Montréal, provincia Québec, Canada) este un sportiv ce a reprezentat Canada, medaliat olimpic. A participat la 3 ediții ale Jocurilor Olimpice (2008, 2012, 2016) în care a câștigat o medalie de aur și o medalie de argint.